# Савонюк, Андрей Андреевич
Андре́й Андре́евич Савоню́к (бел. Андрэй Андрэевіч Саванюк, пол. Andrzej Sawoniuk) или Анто́н Савоню́к (англ. Anthony Sawoniuk; 7 марта 1921, Домачево, Польша (ныне Беларусь) — 6 ноября 2005, Норидж, Великобритания) — участник массовых убийств еврейского населения в Белоруссии, впоследствии служивший в войсках СС и в армии Андерса. После войны под видом польского националиста поселился в Великобритании. В 1999 году был арестован и стал первым и единственным человеком, признанным виновным в нацистских военных преступлениях британским судом.

## Детство
Андрей Савонюк родился в 1921 году в зажиточном многоконфессиональном курортном местечке Домачево к югу от Бреста, в то время находившемся на польской территории. Его описывали как белоруса. Савонюки жили исключительно бедно. Мать Андрея работала уборщицей и прачкой в еврейских семьях и умерла от рака в 1939 году, а сам Андрей некоторое время подрабатывал шабесгоем.

## Война
В 1941 году Андрей Савонюк поступил добровольцем в синюю полицию (по другим данным — в шуцманшафт) и за три года дослужился до коменданта. За это время он лично расстрелял не менее 18 евреев. Отличался энтузиазмом в работе и особой жестокостью, в том числе по отношению к старикам, женщинам и детям. Например, отмечается эпизод, когда Савонюк с другими полицейскими избил 80-летнего еврея, поджег ему бороду и убил штыком. После того, как 20 сентября 1942 года бо́льшая часть населения местечкового гетто была уничтожена, Савонюк организовал команды для поиска выживших евреев.
Был женат на русской Анне Масловой; она погибла в 1943 году при нападении партизан на Домачево.
23 июня 1944 года советские войска освободили Домачево. Савонюк со своей второй женой Ниной ушёл на запад с отступающими немецкими войсками. Он вступил в Войска СС и несколько месяцев служил в 30-й гренадерской дивизии СС (2-й белорусской) (по другим данным в 14-й гренадерской дивизии СС «Галиция» (1-й украинской)). В ноябре (по другим данным в декабре) дезертировал, бросив беременную жену в Эльзасе, и вступил в 10-й гусарский полк армии Андерса (2-го Польского корпуса).

## После войны
В 1945 году прибыл в Великобританию. Находился в Шотландии в лагерях для польских военнослужащих, в 1946 году (после расформирования 2-го Польского корпуса) получил право остаться в Великобритании. Британские власти по умолчанию считали, что любой человек, повоевавший на стороне Союзников, не мог быть нацистским военным преступником. Савонюк — теперь под именем Антон или Энтони (англ. Anthony) — переехал на юг Англии. Сначала проживал в Брайтоне (по другим данным в Хоуве) и в Богнор-Риджисе; в 1954 году переехал в Лондон, где работал уборщиком в больнице. Начиная с 1961 года — сотрудник British Rail, билетный контролер.
В Великобритании Савонюк был женат дважды: в 1947 году на Кристине ван Гент, с которой развелся через четыре года, и на ирландке Анастасии Дейви. От последнего брака у него был сын, Пол, который использует фамилию матери и утверждает, что не общался с отцом.
Тем временем, в СССР в апреле 1947 года на основе информации, полученной от жителей Домачево, на Андрея Савонюка было открыто дело и по нему был объявлен всесоюзный розыск. КГБ активно и безуспешно искало его следующие 13 лет. В 1959 году Андрей Савонюк послал письмо и посылку своему брату Николаю (который также некоторое время служил в домачевском шуцманшафте, но бежал из местечка, поскольку не хотел участвовать в убийствах). Письмо было прочитано КГБ, и послужило доказательством, что Андрей жив и скрывается в Великобритании. Второй уликой стало письмо, в 1981 году посланное эмигрантом Стефаном Андрусюком своим родственникам в Домачево, в котором Андрусюк упомянул, что видел Савонюка на улице в Лондоне. В 1988 году советская сторона передала британским властям информацию о 96 военных преступниках, скрывающихся на Западе, в том числе и о Савонюке. В 1995 году Скотленд-Ярд начал расследование дела Савонюка. Вначале дело зашло в тупик: в советском списке военных преступников фамилия «Савонюк» была записана через латинскую v, а такого человека в Великобритании не оказалось. Полиция вышла на след после того, как некий историк, помогающий расследованию, предложил искать фамилию, написанную на польский лад через w. Советское дело по Савонюку оказалось недостаточно подробным для английского правосудия, поэтому британской прокуратуре пришлось заново собирать показания у 431 свидетеля в Беларуси, России, Нидерландах и Израиле — многие из которых по состоянию здоровья не могли приехать в Лондон.
В 1999 году Савонюк предстал перед судом. Он не признал свою вину, но коллегия присяжных признала его виновным в собственноручном совершении по меньшей мере 18 убийств. 28 июня 1999 года он был приговорен к двум срокам пожизненного заключения, и через 6 лет в 2005 году, умер в тюрьме в Норидже по естественным причинам.